# Desigual

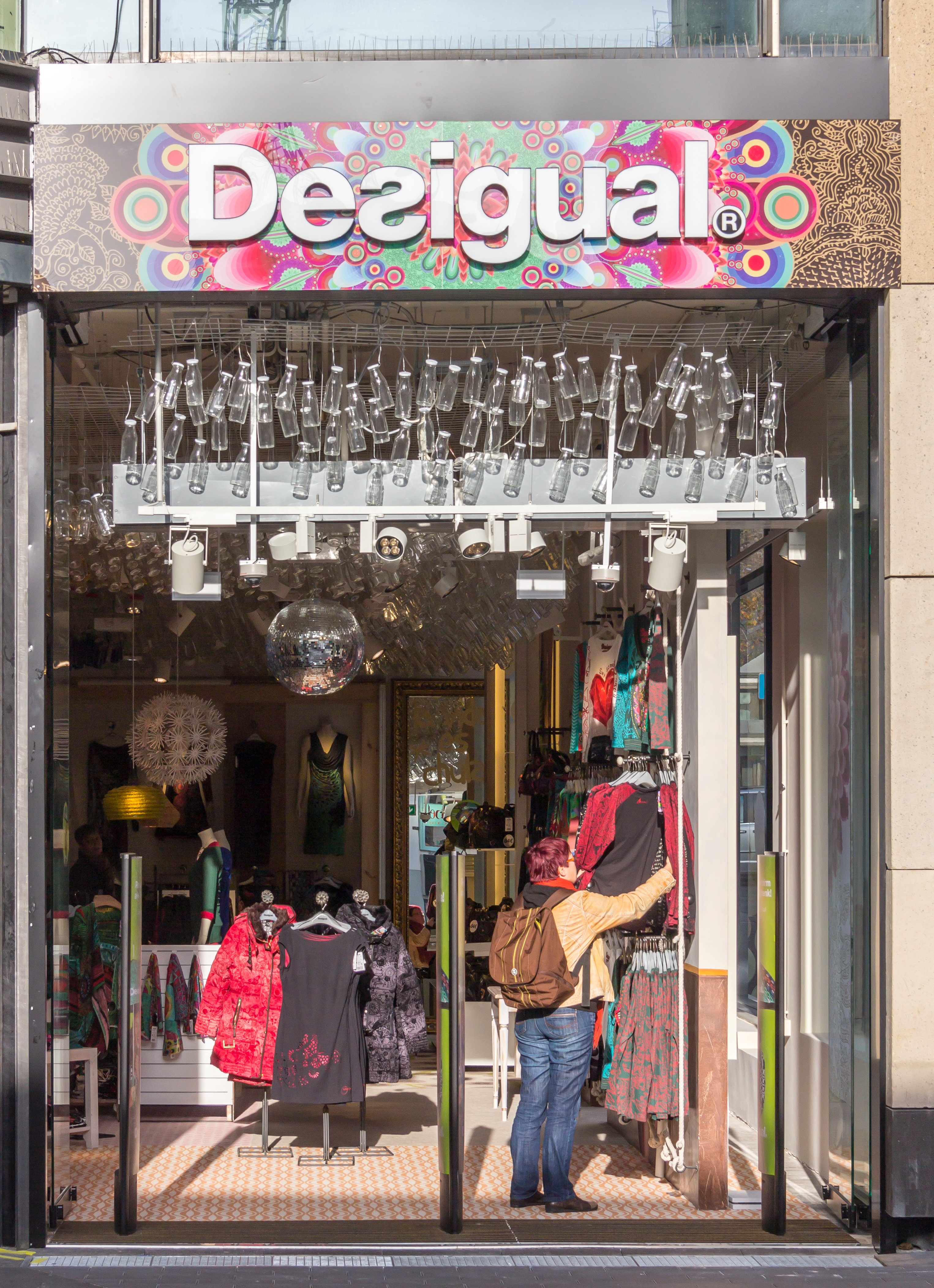
Sklep Desigual w Niemczech

Desigual – hiszpańska marka odzieżowa. Główna siedziba firmy mieści się w Barcelonie, przy plaży La Barceloneta. Firma została założona przez szwajcarskiego biznesmena Thomasa Meyera w 1984 roku na Ibizie.
Twórca marki Desigual zainspirował się swoim marzeniem, by "ubierać ludzi w inny sposób". Pierwszym produktem marki była kultowa kurtka, wykonana z różnych skrawków dżinsów, wyrażająca specyficzny styl artystyczny, patchworkowy, a także etniczny w jednym. 
Esencja marki Desigual określa się przez jej indywidualność i unikalny charakter ubrań, która ma na celu nadanie autentyczności ludziom je noszącym, a zarazem, którzy chcą wyrazić poprzez ubrania swoją najlepszą wersję siebie.
Marka czerpie swoje inspiracje z morza Śródziemnego, słońca, światła i żądzy życia.
Firma tworzy swoje kolekcje głównie dla kobiet, ale także dla mężczyzn oraz dzieci. Dostępne w sprzedaży są też kolekcje dodatków, obuwia oraz kolekcja sportowa dla kobiet.
Nazwę Desigual można przetłumaczyć jako "to nie to samo".

## Lokalizacje
Aktualnie sklepy Desigual znajdują się w Andorze, Arabii Saudyjskiej, Armenii, Australii, Austrii, Bahrajnie, Białorusi, Belgii, Brazylii, Bułgarii, Chile, Chinach, Chorwacji, Czechach, Danii, Dominikanie, Egipcie, Estonii, Filipinach, Finlandii, Francji, Gruzji, Grecji, Hiszpanii, Holandii, Hongkongu, Islandii, Indiach, Indonezji, Irlandii, Izraelu, Japonii, Kanadzie, Katarze, Korei Południowej, Kazachstanie, Kolumbii, Kuwejcie, Libanie, Łotwie, Malezji, Meksyku, Niemczech, Norwegii, Panamie, Peru, Polsce, Portugalii, Rumunii, Rosji, Serbii, Singapurze, Słowacji, Słowenii, Stanach Zjednoczonych, Szwajcarii, Szwecji, Tajlandii, Tunezji, Turcji, Tajwanie, Ukrainie, Urugwaju, Włoszech, Wenezueli, Węgrzech, Wielkiej Brytanii i Zjednoczonych Emiratach Arabskich.

## Desigual w Polsce
Pierwszy sklep Desigual w Polsce został otwarty w roku 2011 w Warszawie, w dzielnicy Ursus, w centrum handlowym Factory Ursus. 
W Polsce Desigual posiada obecnie 7 sklepów własnych: trzy w Warszawie, dwa w Krakowie oraz po jednym w Poznaniu i Gdyni, wszystkie w centrach handlowych. Dodatkowo firma jest obecna w Polsce pod postacią sklepów franczyzowych, a także poprzez sklepy multibrandowe.